# Deneb Kaitos
Deneb Kaitos (β Ceti / 16 Ceti / HD 4128 / HR 188 / HIP 3419) es la estrella más brillante de la constelación de Cetus, la ballena. Ocasionalmente es superada por la variable Mira (ο Ceti), cuando ésta alcanza su máximo brillo.De magnitud aparente de +2.04, es fácil de localizar al estar situada en una zona oscura del cielo.

## Nombre
El nombre de Deneb Kaitos, del árabe Al Dhanab al Ḳaiṭos al Janūbīyy, (‘la cola de la ballena del sur’), aludiendo a su posición dentro de la constelación. En las Tablas Alfonsíes, libro de tablas astronómicas realizadas por iniciativa de Alfonso X el Sabio, figura como Denebcaiton.
Otro nombre comúnmente utilizado para designar a esta estrella es Diphda o Difda, a veces latinizado como Rana Secunda. También ostentó el título de Al Difdi al Thani, (‘la segunda rana’), entre los antiguos árabes, siendo Fomalhaut (α Piscis Austrini) llamada Al Difdi' al Awwal (‘la primera rana’).
En China era conocida como Too Sze Kung (‘el superintendente de las excavaciones’).

## Características físicas
Deneb Kaitos es una estrella gigante de color amarillo-naranja y tipo espectral en el límite entre G y K. Algo más fría que el Sol, tiene una temperatura superficial de 4800 K. Es mucho más brillante que el Sol (145 veces más luminosa que este), pues su masa y su radio son considerablemente mayores; su diámetro es 17 veces más grande que el diámetro solar. Posee un contenido metálico similar al del Sol, y su edad se estima en 390 millones de años. A una distancia de 96 años luz de la Tierra, su magnitud absoluta es de −0.31.
Deneb Kaitos es una de las estrellas más brillantes en rayos X en las cercanías del sistema solar. La radiación se origina en la corona calentada a varios millones de kelvins debido a magnetismo. Dado que el magnetismo se relaciona con la velocidad de rotación y Deneb Kaitos gira lentamente (18 km/s), se piensa que la estrella ha abandonado recientemente la secuencia principal en su evolución hacia una gigante roja, conservando todavía alguna de las características propias de su anterior etapa. Por el contrario, su composición química sugiere que en su interior el helio ha comenzado a fusionarse en carbono.